# Мирза Абдулгадир Вюсаги
Мирза Абдулгадир Вюсаги (азерб. Mirzə Əbdülqədir Vüsaqi), или Абдулгадир Исмаилзаде (Əbdülqadir İsmayılzadə; 1865, Саядлы, Хызинский район — 1914, Баку), — азербайджанский поэт, писатель. Автор либретто к операм «Шах Исмаил» и «Сейфульмулюк», драматических произведений «Юсиф и Зулейха», «Али хан» и «Шахзаде Исмаил». Отец Микаила Мушфига.

## Биография и творчество
Абдулгадир Исмаилзаде родился в 1869 году в Хызы, в селе Саядлы. Его отец, Молла Исмаил, был известным учителем в Хызы. Начальное образование Абдулгадир получил у своего отца, затем, для более глубокого изучения арабского языка обучался у губинского кази Ахунда Заки. Некоторое время преподавал в школе у отца. В 1902 году переехал в Баку, где продолжил преподавательскую деятельность. Некоторое время преподавал Джафару Джаббарлы. В 1905 году поступил на двухлетние педагогические курсы по новой методике образования, открытые обществом «Няшри-маариф». По окончании курсов начал преподавать уже по новой методике. В 1908 году получил приглашение в школу «Саадат» в Баку, где и проработал всю оставшуюся жизнь. Стихи Мирзы Абдулгадира, которые он писал под псевдонимом «Вюсаги», издавались в газетах и журналах того времени. Муслим Магомаев свою оперу «Шах Исмаил» написал по мотивам поэмы Мирзы Абдулгадира «Шахзаде Исмаил». Вюсаги также написал либретто к операм «Шах Исмаил» и «Сейфульмулюк». Два либретто — «Юсиф и Зулейха» и «Али хан» — остались незавершёнными.
Мирза Абдулгадир Вюсаги скончался в 1914 году в Баку.

## Память и наследие
После ареста 4 июня 1937 года известного азербайджанского поэта Микаила Мушфига из его дома были изъяты десятки книг и сотни рукописей. Впоследствии конфискованные произведения были сочтены «не представляющими значимости» и сожжены 13 октября 1937 года. Скорее всего, среди этих уничтоженных книг и рукописей были и произведения Мирзы Абдулгадира Вюсаги.
В городе Хызы есть улица Мирзы Абдулгадира Вюсаги.

## Семья
В 1904 году Вюсаги женился на Зулейхе Исмаилзаде. От этого брака родились Мирза Исмаилзаде, Беюкханым Исмаилзаде, Баладжаханым Исмаилзаде, Микаил Исмаилзаде (Микаил Мушфиг).